# نيل موراي (عازف باس)
نيل موراي (بالإنجليزية: Neil Murray)‏ هو عازف باس بريطاني، ولد في 27 أغسطس 1950 في إدنبرة في المملكة المتحدة.

## وصلات خارجية
- نيل موراي على موقع IMDb (الإنجليزية)
- نيل موراي على موقع ميوزك برينز (الإنجليزية)
- نيل موراي على موقع أول ميوزيك (الإنجليزية)
- نيل موراي على موقع ديسكوغز (الإنجليزية)